# Giovanni Leone
Giovanni Leone (n. 3 noiembrie 1908, Napoli, Italia – d. 9 noiembrie 2001, Roma, Italia) a fost un politician italian, de două ori prim-ministru al Italiei (1963, 1968) și președinte al Italiei, în funcție în perioada 29 decembrie 1971 – 15 iunie 1978.